# Breitenbich

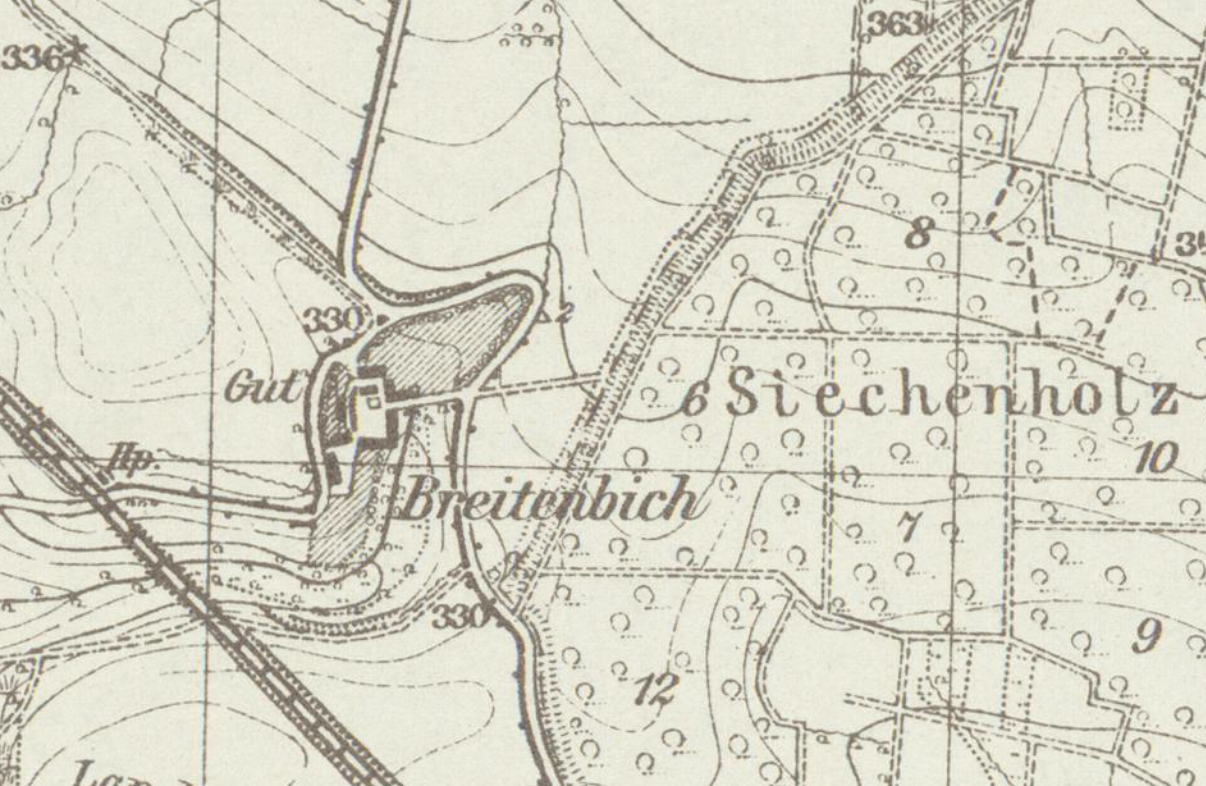
Breitenbich auf einem Messtischblatt von 1868.

Breitenbich (ursprünglich Breitenbach) ist ein Weiler auf der Gemarkung von Zella, das wiederum einen Ortsteil der Stadt und Landgemeinde Dingelstädt im Landkreis Eichsfeld in Thüringen bildet. Der Ort entstand auf den Flächen eines Klosters, das hier im 13. Jahrhundert für wenige Jahre existierte und Keimzelle von Kloster Anrode war. Der ursprüngliche Name Breitenbach wurde ab dem 18. Jahrhundert in Breitenbich geändert, um ständige Verwechslungen mit dem Dorf Breitenbach bei Worbis zu vermeiden.

## Lage
Einen Kilometer östlich von Zella in einem kleinen Seitental der Unstrut am Rand der Südabdachung des Dün liegt das Anwesen des ehemaligen Klosters und späteren Gutes Breitenbich auf einer Höhe von 330 m. Südöstlich verläuft der Mühlhäuser Landgraben mit der ehemaligen Horsmarer Warte als historische Grenze zwischen dem Eichsfeld und der Reichsstadt Mühlhausen. Im Ort entspringt ein kleiner Bach, der in einem Teich speist und in Zella in die Unstrut mündet, südlich befindet sich der Erbsberg (335 m). Von den Nachbarorten Horsmar, Zella und Beberstedt führen kleine Straßen bzw. Wege nach Breitenbich, westlich führt die Bahnstrecke Gotha–Leinefelde vorbei.

## Geschichte
Kloster Breitenbich wurde 1249 erstmals urkundlich erwähnt. Zuvor soll bereits an diesem Ort eine Villa oder Curia mit einer Kirche bestanden haben, die dem Kloster übereignet wurde. 1253 wurde der Platz bereits wieder aufgegeben, der Konvent zog zunächst nach Mühlhausen, später nach Anrode. Die Liegenschaften gingen 1253 an den Ritterorden des Hl. Lazarus, die dort eine Niederlassung gründeten. Ihnen gehörte das Gelände bis Ende des 15. Jahrhunderts, danach der zum Johanniterorden gehörenden Kommende Gotha.
Anfang des 16. Jahrhunderts wurde mit den Flächen ein landwirtschaftliches Gut aufgebaut. Von 1543 bis 1835 war das Gut im Besitz der Adelsfamilie Knorr, die bereits das benachbarten Rittergut Sollstedt besaßen. Danach gehörte es der Familie Wintzingerode-Knorr bis 1907. In den folgenden Jahrzehnten wechselten die Eigentümer mehrfach und ab 1933 gehörte es der Familie Schuchardt. 1953 wird das Gut zwangskollektiviert und durch eine LPG bewirtschaftet. Zwischenzeitlich wurde das Gutshaus als Betriebserholungsheim und Gasthof genutzt. 1990 gehen das Gut und die Ländereien wieder in Familienbesitz über, die dort einen Landwirtschaftsbetrieb betreiben und Ferienwohnungen anbieten.
Nordwestlich vom Hof befindet sich das Umspannwerk Breitenbich.

## Haltepunkt Breitenbich
Seit 1880 führt die Bahnstrecke Gotha–Leinefelde etwa 400 Meter westlich an Breitenbich vorbei. Im Jahr 1908 wurde ein Haltepunkt an der eingleisigen Strecke bei Kilometer 53,15 an der Verbindungsstraße von Breitenbich nach Zella eingerichtet. Zu der Haltestelle auf einer Höhe von etwa 330 Meter gehörte lediglich ein Bahnsteig und ein kleines Wartehäuschen. Genutzt wurde die Haltestelle nur für den Personenverkehr der umliegenden Orte Breitenbich, Zella, Beberstedt und Horsmar. 1997 wurde der Haltepunkt geschlossen und zurückgebaut.